# Формика, Рино
Рино Формика (итал. Rino Formica; род. 1 марта 1927, Бари) — итальянский политик.

## Биография
Формика родился 1 марта 1927 года в Бари.
Он стал членом национального значения Итальянской социалистической партии во время правления Беттино Кракси. Он несколько раз занимал пост министра Итальянской Республики, начиная с 1980 года. Он был министром бюджета в кабинете Спадолини, падение которого было вызвано ссорой между Формикой и другим экономическим министром Беньямино Андреаттой.
Формика резко критиковал превращение ИСП из народной социальной партии в силу, вовлечённую в многочисленные скандалы с коррупцией и должностными злоупотреблениями при Кракси. Он заявил, что «монастырь беден, но монахи богаты» (имея в виду финансовые проблемы партии, пока её видные члены становились всё более обеспеченными), и определил национальную ассамблею ИСП как «двор карликов и балерин». При этом сам Формика был одним из многочисленных членов ИСП, вовлечённых в скандалы в связи с операцией «Чистые руки» в начале 1990-х годов, хотя он был оправдан в двух судебных процессах, возбуждённых против него. После отставки Кракси с поста национального секретаря ИСП в 1993 году он поддержал Клаудио Мартелли в качестве своего преемника. В 1994 году он не был переизбран в итальянский парламент впервые с 1970-х годов.
В 2003 году он основал постсоциалистическую партию под названием «Социализм и свобода», а позже присоединился к новой Итальянской социалистической партии — небольшому объединению социалистов, которые не вступили в Демократическую партию.